# Adirondack Flames
Adirondack Flames – amerykański zawodowy klub hokeja na lodzie, występujący w lidze AHL. Jest on klubem farmerskim drużyny NHL Calgary Flames. Adirondack Flames są następcami Abbotsford Heat po tym, jak miasto Abbotsford zerwało kontrakt z Heat ze względu na niskie zainteresowanie ze strony mieszkańców, oraz złą sytuację finansową klubu. Pierwszym sezonem Adirondack Flames w AHL jest sezon 2014-2015. Siedzibą Adirondack jest miasto Glens Falls w stanie Nowy Jork w USA, mecze rozgrywane były w hali Civic Center mieszczącej 4794 widzów. Sezon 2014-2015 był pierwszym i ostatnim sezonem Adirondack Flames w lidze AHL. Stało się tak na skutek zmian w strukturze ligi i utworzeniu dywizji złożonej z klubów mających siedzibę w stanie Kalifornia. Po wykupieniu przez Calgary Flames klubu ECHL  Stockton Thunder władze Calgary Flames postanowiły zamienić siedziby obu klubów. W ten sposób Adirondack Flames opuścili Glens Falls i przyjęli nazwę Stockton Heat